# تشوي جاي-هون
تشوي جاي-هون (هانغل: 최제훈) هو كاتب كوري الجنوبي، ولد في 1973 في سول في كوريا الجنوبية.